# Beleczka kostna
Beleczka kostna – podstawa konstrukcyjna tkanki kostnej gąbczastej, którą tworzą ciasno owinięte wokół siebie blaszki kostne. Liczne beleczki tworzą przestrzenną sieć, nieco przypominającą strukturą gąbkę kąpielową. Przestrzenie między beleczkami wypełniają naczynia krwionośne i szpik kostny. 
Ich ażurowe ułożenie pozwala na amortyzowanie przeciążeń, co jest szczególnie istotne dla pracujących stawów. Dlatego tkanka kostna gąbczasta występuje głównie w końcowych częściach kości długich.

Przeczytaj ostrzeżenie dotyczące informacji medycznych i pokrewnych zamieszczonych w Wikipedii.